# Aaadonta fuscozonata
Aaadonta fuscozonata là một loài ốc cạn, động vật thân mềm chân bụng thuộc họ Endodontidae. Đây là loài đặc hữu của Palau, được tìm thấy ở Koror và Peleliu, và Ngemelis cũng như phía bắc Quần đảo Rock. Loài ốc này sinh sống trong rừng ẩm vùng đất thấp nhiệt đới, và đang bị đe dọa bởi sự phá hủy và thay đổi môi trường sống.
Một phân loài của loài này đã được Alan Solem mô tả năm 1976, có danh pháp Aaadonta fuscozonata depressa.